# Cussac, Cantal

Cussac este o comună în departamentul Cantal, Franța. În 1 ianuarie 2022 avea o populație de 120 de locuitori.